# لويس يانيز بارنويفو
لويس يانيز بارنويفو (بالإسبانية: Luis Yáñez-Barnuevo)‏ (ولد في 12 أبريل 1943 في كوريا ديل ريو) هو سياسي إسباني وعضو في البرلمان الأوروبي عن حزب العمال الاشتراكي الإسباني، وهو جزء من حزب الاشتراكيين الأوروبيين. 
دخل عالم السياسية في عام 1977 حين انتخب عضواً في البرلمان الإسباني عن مقاطعة باداخوز وأعيد انتخابه عام 1979 عن مقاطعة إشبيلية، وظل يمثلها حتى عام 2004.